# Мост Росси
Мост Ро́сси — пешеходный чугунный арочный мост через протоку между прудами в Михайловском саду Санкт-Петербурга. Сооружён в 1825 году по проекту архитектора К. И. Росси. Памятник архитектуры федерального значения.

## История

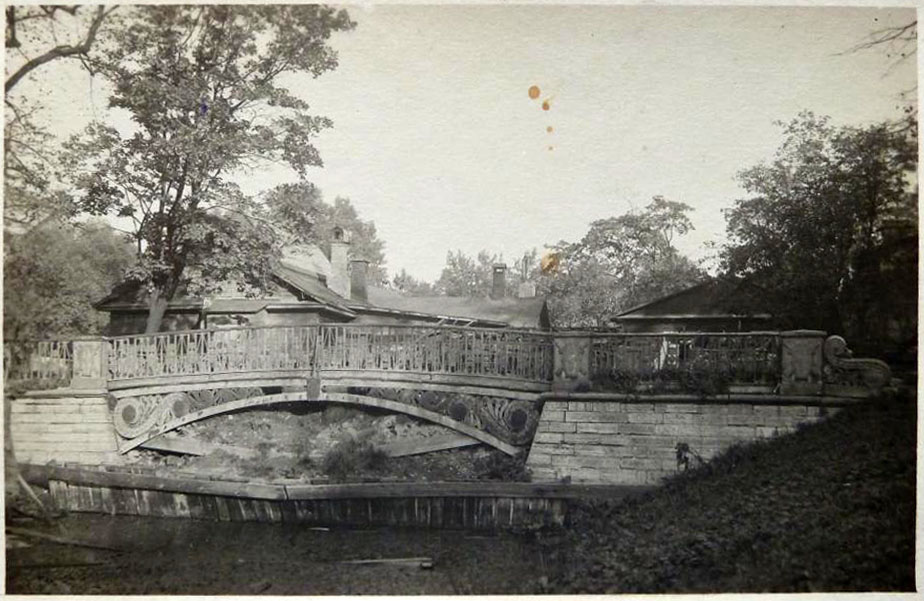
Мост в начале XX века

В начале 1740-х годов на территории Третьего Летнего сада по проекту Ф. Б. Растрелли были вырыты пруды и разбит декоративный парк, примыкавший к Летнему дворцу Елизаветы Петровны. В 1819—1826 годах при строительстве Михайловского дворца по проекту архитектора К. И. Росси прудам были приданы новые «пейзажные» формы, а через протоку построен чугунный пешеходный мостик. Точных данных о строительстве не найдено, сохранился только чертеж моста в составе отчётного альбома архитектора с описью сада.
Во второй половине XIX века после засыпки Воскресенского канала водная система сада оказалась нарушенной. Без подпитки восточный пруд у ограды сада постепенно обмелел и в период с 1900 по 1911 года был засыпан в рамках строительства здания Российского этнографического музея. Устои и конструкции арок моста были также засыпаны, часть декоративных элементов моста, оставшаяся на поверхности, была со временем утрачена.
В 1998 году был составлен проект реконструкции Михайловского сада, который предусматривал воссоздание восточного пруда и моста через протоку. Археологические исследования 2002 года показали, что оригинальные чугунные детали моста находятся в разной степени сохранности. Реставрация выполнялась по специальной технологии Metalock, которая исключает нагрев металла при производстве работ и состоит в установке специальных ключей и шпилек, надёжно фиксирующих чугунные детали. Утраченные детали декора были отлиты заново по сохранившимся аналогам. Реставрация устоев заключалась в укреплении кирпичной кладки и переборок известняковых камней облицовки. Работы были завершены в 2003 году.

## Конструкция
Мост однопролётный чугунный арочный. Пролётное строение состоит из 5 чугунных решётчатых ферм, изготовленных методом литья. Фермы раскреплены в поперечном направлении горизонтальными и крестовыми металлическими связями. Устои моста кирпичные, облицованы известняковыми блоками. Парапетное ограждение выполнено также из чугуна и изобилует декоративными элементами. Решётки ограждений по краям оканчиваются мощными металлическими волютами. Мост пешеходный, покрытие прохожей части — металлический лист. Общая длина моста — 9,1 м.